# Upplands runinskrifter Fv1992;157
Upplands runinskrifter Fv1992;157 är en runsten som står uppställd på Arlanda flygplats i Sigtuna kommun. Den är en av de så kallade Ingvarsstenarna.
Stenen hittades vid Måby gård, Husby-Ärlinghundra socken, i samband med ett vägbygge 1990. Den flyttades och står nu som ett vikingatida monument i Terminal 2 på Arlanda flygplats.

## Inskriften
Inskriften med runor:
× ᚴᚢᚾᛅᚱ ᛬ ᛅᚢᚴ ᛒᛁᚢᚱᚾ ᛬ ᛅᚢᚴ × ᚦᚢᚱᚴᚱᛁᛘᚱ × ᚱᛅ-… …ᛏᛅᛁᚾ ᛬ ᚦᛁᚾᛅ ᛫ ᛅᛏ ᚦᚢᚱᛋᛏ… × ᛒᚱᚢᚦᚢᚱ ᛋᛁᚾ ᛬ ᛁᛋ ᚢᛅᛋ ᛅᚢᛋᛏᚱ ᛬ ᛏᛅᚢᚦᚱ ᛫ ᛘ… …ᛅᚱᛁ × ᛅᚢᚴ × ᚴᛅᚱᚦ… …ᚢ ᚦᛁᛋᛁ
Translitterering av runraden:
× kunar : auk biurn : auk × þurkrimr × ra-... ...tain : þina · at þurst... × bruþur sin : is uas austr : tauþr · m... ...ari × auk × karþ... ...u þisi
Normalisering till runsvenska:
Gunnarr ok Biorn ok Þorgrimʀ ræ[istu s]tæin þenna at Þorst[æin] broður sinn, es vas austr dauðr m[eð Ingv]ari, ok gærð[u br]o þessi.
Översättning till nusvenska:
Gunnar och Björn och Torgrim reste denna sten efter Torsten, sin broder. Han blev död österut med Ingvar. Och gjorde denna bro(?)